# Baberu
Baberu là một thị xã và là một nagar panchayat của quận Banda thuộc bang Uttar Pradesh, Ấn Độ.

## Địa lý
Baberu có vị trí 25°33′B 80°43′Đ / 25,55°B 80,72°Đ Nó có độ cao trung bình là 112 mét (367 foot).

## Nhân khẩu
Theo điều tra dân số năm 2001 của Ấn Độ, Baberu có dân số 14.499 người. Phái nam chiếm 54% tổng số dân và phái nữ chiếm 46%. Baberu có tỷ lệ 60% biết đọc biết viết, cao hơn tỷ lệ trung bình toàn quốc là 59,5%: tỷ lệ cho phái nam là 72%, và tỷ lệ cho phái nữ là 46%. Tại Baberu, 17% dân số nhỏ hơn 6 tuổi.